# Higher Ground (canção)
"Higher Ground" é uma canção composta por Stevie Wonder que apareceu pela primeira vez em seu álbum de 1973 Innervisions. Alcançou o número 4 na Billboard Hot 100 e o número 1 na parada de singles Hot R&B dos EUA.
A banda Red Hot Chili Peppers regravou a canção como o primeiro single de seu quarto álbum de estúdio, Mother's Milk. Em 2000, a revista britânica Total Guitar elegeu esse como o segundo melhor cover de todos os tempos.